# Siikajärvi (Gällivare socken, Lappland)
Siikajärvi är en sjö i Gällivare kommun i Lappland och ingår i Kalixälvens huvudavrinningsområde. Sjön har en area på 0,167 kvadratkilometer och ligger 375,5 meter över havet.

## Delavrinningsområde
Siikajärvi ingår i det delavrinningsområde (748443-173393) som SMHI kallar för Mynnar i Hartijoki. Medelhöjden är 395 meter över havet och ytan är 3,68 kvadratkilometer. Det finns inga avrinningsområden uppströms utan avrinningsområdet är högsta punkten. Vattendraget som avvattnar avrinningsområdet har biflödesordning 5, vilket innebär att vattnet flödar genom totalt 5 vattendrag innan det når havet efter 221 kilometer. Avrinningsområdet består mestadels av skog (91 procent). Avrinningsområdet har 0,21 kvadratkilometer vattenytor vilket ger det en sjöprocent på 5,6 procent.